# Exodus (ER)
Exodus is de vijftiende aflevering van het vierde seizoen van de televisieserie ER, die voor het eerst werd uitgezonden op 26 februari 1998.

## Verhaal
Op de SEH komt een patiënt binnen die gewond is geraakt in een chemische ontploffing. Dan blijkt dat de patiënt overgoten is met benzeen, een zeer giftige vloeistof. Dit zorgt ervoor dat de SEH geëvacueerd moet worden. Dr. Weaver bezwijkt door de benzeen en dr. Greene is niet aanwezig, dit maakt dr. Carter als leidinggevende. Hij moet de evacuatie verder in goede banen leiden. Na een stroeve start slaagt hij erin om de operatie tot een succes te leiden. 
Dr. Corday gaat naar de fabriek waar de ontploffing plaatsvond, en helpt daar een beknelde man uit zijn benarde positie.
Dr. Ross en Hathaway zitten opgesloten in de lift met een patiënte, zij moeten een risico nemen om de patiënte te redden.

## Rolverdeling

### Hoofdrol
- Anthony Edwards - Dr. Mark Greene
- George Clooney - Dr. Doug Ross
- Noah Wyle - Dr. John Carter
- Jonathan Scarfe - Chase Carter
- Eriq La Salle - Dr. Peter Benton
- Laura Innes - Dr. Kerry Weaver
- Alex Kingston - Dr. Elizabeth Corday
- Maria Bello - Dr. Anna Del Amico
- Paul McCrane - Dr. Robert Romano
- Gloria Reuben - Jeanie Boulet
- Julianna Margulies - verpleegster Carol Hathaway
- Deezer D - verpleger Malik McGrath
- Laura Cerón - verpleegster Chuny Marquez
- Lily Mariye - verpleegster Lily Jarvik
- Gedde Watanabe - verpleger Yosh Takata
- Bellina Logan - verpleegster Kit
- Kyle Richards - verpleegster Dori
- Lyn Alicia Henderson - ambulancemedewerker Pamela Olbes
- Montae Russell - ambulancemedewerker Dwight Zadro
- Emily Wagner - ambulancemedewerker Doris Pickman
- Brian Lester - ambulancemedewerker Brian Dumar
- Abraham Benrubi - Jerry Markovic
- Kristin Minter - Randi Fronczak

### Gastrol
- Ed Lauter - brandweercommandant Dannaker
- Christine Healy - ziekenhuis manager Harriet Spooner
- Michael Kagan - Chuck Arteburn
- Kelsey Mulrooney - Sophie
- Mickey Rooney - Dr. George Bikel
- Lombardo Boyar - Morris Campbell
- Robert Covarrubias - Manny Lopez
- Jerome Front - Alan Brackup

en vele andere